# اصل ناوردایی
اصل ناوردایی یکی از مطالب و مباحث مهم در المپیاد ها مخصوصا در المپیاد ریاضی میباشد .
در فیزیک و ریاضیات، هر ویژگی/خصیصه سیستم را که تحت یک تبدیل تغییر نکند، ناوردا (تغییر ناپذیر / پایا) می‌نامند.
اگر سیستم ویژگی / خصیصه ای داشته باشد که با تبدیل خاصی تغییر نکند، بدان معنی است که سیستم دارای تقارنی متناظر با آن ویژگی است. بنابراین، وجود هر ویژگی ناوردا معادل وجود تقارنی در سیستم است. بنا به قضیه امی نوتر نیز، هر تقارنی در یک سیستم فیزیکی به معنای وجود یک قانون پایستگی برای آن سیستم است. پس، هر ناوردایی تحت یک تبدیل به یک قانون پایستگی می‌انجامد. در هر حال، باید توجه داشت که، ویژگی ای که تحت تبدیلی ناورداست لزوما تحت تبدیل‌های دیگر ناوردا نخواهد بود.
نمونه‌های متعدد و معروفی از کمیت‌های ناوردا تحت تبدیل‌های خاص وجود دارند. سرعت نور تحت تبدیلات لورنتس ناورداست. زمان نیز تحت تبدیلات گالیله، که دستگاه مختصات یک ناظر لَخت را به دستگاه مختصات ناظر لَخت دیگری تبدیل می‌کند، ناورداست. مطابق با قضیۀ نوتر، ناوردایی تحت انتقال به اصل پایستگی تکانه می انجامد. ناوردایی در زمان نیز به اصل پایستگی انرژی منجر می‌شود.

## واژه شناسی
فرهنگستان زبان فارسی، وردیدن از ریشه باستانی ورت (ورتیدن)، را بجای فعل to varry برگزیده است و از این فعل مشتقات وردایی(variance)،وردش(variation)، وردا(variant)، هم‌وردا(covariant)، هم وردایی(covariannce)، ناوردا(invariant)، ناوردایی(invariance)، پادوردا(contravariance) را برساخته است.